# Сифакис, Михалис
Миха́лис Сифа́кис (греч. Μιχάλης Σηφάκης; 9 сентября 1984, Ираклион) — греческий футболист, вратарь. Выступал за сборную Греции.

## Карьера

### Клубная
Сифакис — воспитанник клуба «Ацалениос». В 1999 году перебрался в ОФИ, где несколько лет играл за молодёжную команду и дубль. В 2002 году подписал профессиональный контракт с клубом. В ОФИ Сифакис провёл 5 сезонов, в последних 3-х он был основным голкипером.
Перед началом сезона 2007/08 Сифакис подписал контракт с грандом греческого футбола «Олимпиакосом». Михалис играл роль дублёра Антониоса Никополидиса и за сезон сыграл лишь в 2-х матчах. Вместе с командой из Пирея Сифакис стал чемпионом Греции.
Следующим клубом Сифакиса стал «Арис».

### Международная
За время игры в ОФИ Сифакис часто вызывался в молодёжную сборную Греции, провёл 15 матчей.
14 октября 2009 года Михалис дебютировал в основной сборной, сыграв в матче с командой Лихтенштейна (2:1). В 2010 году тренер сборной Отто Рехагель включил вратаря заявку на чемпионат мира, где тот играл роль дублёра Александроса Цорваса.

## Достижения
«Олимпиакос»
- Чемпион Греции: 2007/08